# Новгородский сельсовет
Новгоро́дский сельсове́т — сельское поселение в Свободненском районе Амурской области.
Административный центр — село Новгородка.

## История
Образован в 1987 после переименования Мало-Сазанского сельского Совета. Первый председатель исполкома Новгородского сельского Совета- Бондаренко Анатолий Евгеньевич.
2 августа 2005 года в соответствии Законом Амурской области № 31-ОЗ муниципальное образование наделено статусом сельского поселения. 

## Население
| 2002  | 2010  | 2011  | 2012  | 2013  | 2014  | 2015  |
| ----- | ----- | ----- | ----- | ----- | ----- | ----- |
| 1268  | ↘1144 | ↗1145 | ↘1134 | ↗1201 | ↗1239 | ↘1210 |
| 2016  | 2017  | 2018  | 2021  |       |       |       |
| ↘1187 | ↘1168 | ↘1166 | ↘983  |       |       |       |

## Состав сельского поселения
| № | Населённый пункт | Тип населённого пункта       | Население |
| - | ---------------- | ---------------------------- | --------- |
| 1 | Бардагон         | село                         | ↘161      |
| 2 | Новгородка       | село, административный центр | ↗749      |
| 3 | Подгорный        | посёлок                      | →256      |